# رالف ماكنزي
رالف ماكنزي (بالإنجليزية: Ralph McKenzie)‏ هو رياضياتي أمريكي، ولد في 20 أكتوبر 1941 في سيسكو في الولايات المتحدة.